# Франсуа, Филипп
Дом Филипп Франсуа или Филипп Коллар (фр. Philippe François или фр. Philippe Collard, 25 марта1579, Люневиль — 27 марта 1635 или 1637) — французский богослов XVII века, монах-бенедиктинец. Принимал активное участие в преобразовании бенедиктинского ордена в начале XVII века.

## Биография
Родился в Люневиле, сын советника герцога Лотарингии. В детстве воспитывался в аббатстве Сен-Пьер в Сеноне. Изучал философию и теологию в университете в Понт-а-Муссоне (овладев греческим языком, в дальнейшем вёл переписку с отцом только на нём).
В начале XVII века монахи-бенедиктинцы аббатства Сен-Ванн предприняли попытку преобразования ордена, проведя дисциплинарную реформу устава монастыря. Будучи сторонником реформы, в 1603 году дом Филипп поступил послушником в это аббатство и вскоре был рукоположен в сан священника.
В аббатстве Сен-Ванн был наставником послушников, впоследствии выпустил Духовное руководство и Упражнения дня, составленные на основе Устава святого Бенедикта и предназначенные для послушников реформированных монастырей и их наставников.
В 1612 году исполнял должность приора аббатства Сен-Эри в Вердене, позднее стал настоятелем этого монастыря. В 1622 году стал главой конгрегации Сен-Ванн. Активно участвовал в дискуссиях по различным аспектам реформы, в частности, отстаивал необходимость строго соблюдения пятилетнего срока пребывания настоятелей в должности.
Скончался 27 марта 1635 или 1637 года в аббатстве Сен-Эри. Биография дома Филиппа была составлена Жаклин Буэт де Блемур.
Оставил после себя около полутора десятков работ, в основном, связанных с Уставом святого Бенедикта. В ЭСБЭ главными его сочинениями названы:
- «La Règle de S. Benoist traduite nouvellement en français avec les considérations spirituelles sur les poincts principaux de chaque chapitre d’icelle» (Париж, 1613, за следующие сто лет неоднократно переиздавалось и было переведено на латинский и немецкий языки)[1],
- «La Guide spirituelle tirée de la Règle de S. Benoist pour conduire les novices selon l’esprit de la mesme Règle» (Париж, 1616).